# Крокава
Крокава (словац. Krokava, угор. Kopárhegy) — село, громада в окрузі Рімавска Собота, Банськобистрицький край, Словаччина. Кадастрова площа громади — 10,4 км². Населення — 27 осіб (за оцінкою на 31 грудня 2017 р.).
Знаходиться за ~30 км на північ від адмінцентра округу міста Рімавска Собота.
Перша згадка 1427 року.

## Населення
| Рік:            | 1994. | 2004.   | 2014.    | 2024.    |
| --------------- | ----- | ------- | -------- | -------- |
| Кількість осіб: | 35    | 34      | 29       | 18       |
| Різниця:        |       | -2,85 % | -14,70 % | -37,93 % |

| Рік:            | 2023. | 2024. |
| --------------- | ----- | ----- |
| Кількість осіб: | 18    | 18    |
| Різниця:        |       | +0 %  |

## Транспорт
Автошлях 2756 (Cesty III. triedy) Поток — Ровне (II/526) — Крокава.